# Castilleja rupicola
Espèce
Castilleja parviflora est une plante de la famille des Scrophulariaceae originaire des montagnes de l'ouest de l'Amérique du Nord.